# Индийская пятидесятническая церковь Бога
Индийская пятидесятническая церковь Бога (англ. The Indian Pentecostal Church of God, IPC) — независимая христианская церковь, базирующаяся в Индии. Является крупнейшей пятидесятнической деноминацией в Индии. Насчитывает более 5 тыс. общин и 1 млн верующих в 25 странах мира. Большинство церквей деноминации расположены в индийских штатах Керала, Андхра-Прадеш и Тамилнад. За пределами Индии церковь имеет общины в Австралии, США, Канаде, некоторых странах Персидского залива и Европы.
Церковь относится к группе пятидесятников двух благословений. Штаб-квартира организации расположена в городе Кумбанад, штат Керала.
С самого начала своего существования церковь отказалась от вхождения в какой-либо пятидесятнический союз и остаётся самостоятельной до настоящего времени.

## История
История церкви восходит к трём духовным возрождениям, имевшим место в штате Керала в 1873, 1895 и 1908 годах и сопровождавшихся пятидесятническими духовными практиками. Последнее возрождение было поддержано американским миссионером Джорджем Бергом, очевидцем пробуждения на Азуза-стрит, прибывшим в Индию в 1909 году. Основанные в ходе последнего пробуждения общины в 1924 году приняли наименование Церковь Бога в Южной Индии. В 1934 году, в связи с распространением вглубь страны, церковь убрала географическую приставку из названия, приняв нынешнее название.
Объединению различных пятидесятнических общин на юге Индии в 1924 году во многом способствовал местный пастор и школьный учитель К. Абрахам (1899—1974), ставший первым лидером церкви. К концу 1926 года в союз входило 20 поместных церквей. В июне 1930 года в Хевроне, штат Керала, была открыта первая библейская школа.
К. Абрахам оставался лидером церкви до своей смерти в 1974 году.
В 1976 году среди индийских иммигрантов была образована первая дочерняя церковь в Кувейте. В 1991 году церковь открыла дочернюю общину в США. На сегодняшний день в Северной Америке действует более 60 общин Индийской пятидесятнической церкви Бога.
C 2013 года генеральным президентом церкви является преподобный Джейкоб Джон.

## Вероучение
Вероучение церкви, изложенное в 15 кратких утверждениях веры, схоже с большинством пятидесятнических деноминаций. Церковь признаёт богодухновенными 66 книг Ветхого и Нового Заветов, триединого Бога, божественную и человеческую природу Христа. Крещение проводится путём полного погружения в воду, в причастии используется хлеб и вино. Особый акцент сделан на веру в крещение Духом Святым и божественное исцеление.